# Anna Clemenc
Anna »Big Annie« Klobuchar Clemenc, slovensko-ameriška sindikalistka, * 2. marec 1888, Calumet, Michigan, ZDA, † 27. julij 1956, Chicago, ZDA.
Anna Clemenc se je rodila kot najstarejša izmed petih otrok. Starša Mary (dekliški priimek Adam) in George Klobuchar, ki je pred tem delal v rudniku Calumet and Hecla, sta se leta 1890 ali 1891 vrnila v Dobliče. Anna Clemenc je bila sindikalistka, ustanovila in predsedovala je rudarskemu društvu žena Women's Auxiliary No. 15 in aktivno sodelovala v stavki v rudnikih bakra v letih 1913 in 1914. Sprejeta je bila v Hram slavnih žensk Michigana.